# Vorstendom Tver
Het vorstendom Tver (Russisch: Тверское княжество; Tverskoje knjazjestvo) was een middeleeuws vorstendom in de landen van het voormalige Kievse Rijk gecentreerd rond de stad Tver. Het ontstond in 1247 door toedoen van vorst Jaroslav III Jaroslavitsj en vormde tijdens haar bestaan in de 14e en 15e eeuw een belangrijke rivaal van het zuidwestelijker gelegen Moskovië, waardoor het in 1485 werd geannexeerd.

## Oppervlakte en bevolking

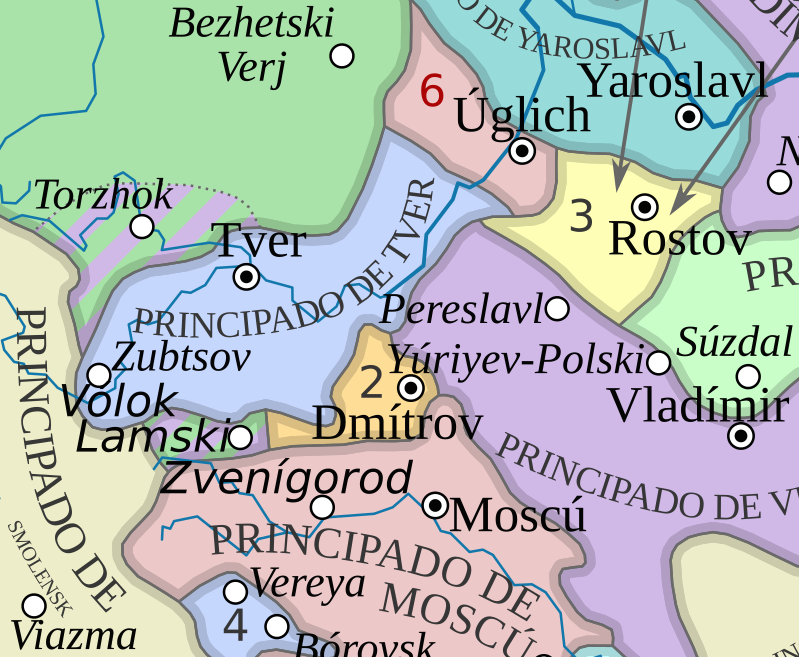
Vorstendom Tver in de 14e eeuw

Het is onbekend wat de grenzen van Tver precies waren, maar bekend is dat deze in het noorden dicht bij de landen van Novgorod lagen en dat de steden Torzjok en Bezjetski Verch ertoe behoorden. Deze steden werden verschillende malen bezet door de Tverrenaren. In het westen grensde het aan het vorstendom Smolensk, waarvan de stad Rzjev een korte tijd werd bezet door Tver. In het zuiden en oosten grensde het ten slotte aan de landerijen van Moskou en Soezdal. Over de lengte genomen was het vorstendom ongeveer 300 kilometer (300 wersten) breed en over de breedte 60 tot 100 kilometer, waarmee de oppervlakte ongeveer 25.000 vierkante werst (28.450 km²) bedroeg.
Het vorstendom was relatief dichtbevolkt voor Russische begrippen. Volgens buitenlandse documenten bedroeg het aantal edelen er in sommige tijden meer dan 40.000 en kon het aantal gewone burgers het twee- tot drievoudige daarvan bedragen, waarmee het totaal op maximaal 160.000 mensen zou uitkomen. Op basis daarvan hebben Russische historici aangenomen dat het totale aantal inwoners tussen de 700.000 en 800.000 zou moeten hebben gelegen (± 26 per km²).

## Macht, eigendom en belastingen
De macht over het vorstendom was in handen van de vorst (knjaz), die verantwoordelijk was voor het bestuur, recht sprak en de militaire en financiële zaken (het slaan van munten, zoals de zilveren grivna en de koperen poel) regelde. Het hof was onderverdeeld in de "ouderen" (bojaren) en de "jongeren" (knechten en dvorjanen). De rest van het volk bestond uit gewone burgers. Het vorstendom had ook een vetsje. Het vorstendom was onderverdeeld in oejezden, die weer waren onderverdeeld in volosten, stans en okolitsa's.
De grond was in handen van de vorst, de geestelijkheid en het hof. De plattelandsbevolking die het land bewerkte was net als in andere Slavische vorstendommen in meer of mindere mate afhankelijk van landeigenaren. Een deel van hen kon op gezette tijden (Dag van Joeri) zijn landheer verruilen voor een andere landheer en van het ene naar het andere vorstendom, maar een deel had dit recht niet (lijfeigenen) en hun aantal nam toe met de tijd. Met name op de landerijen van de vorsten was dit het geval. Ook konden landeigenaren van de vorst het recht verwerven om de landarbeiders dit recht te onthouden en om zelf recht te spreken over hen, behalve in geval van moord en diefstal.
De vorsten verkregen hun inkomen uit hun landerijen, directe belastingen (dan of schatting) en verschillende vormen van indirecte belastingen. Sommige landeigenaren, met name kloosters, konden voor hun onderdanen soms ontheffing van de "dan" en andere belastingen krijgen.
Naast Tver maakten ook een aantal andere steden onderdeel uit van het vorstendom, die vaak hun eigen vorsten hadden. Voorbeelden hiervan waren Kasjin, Mikoelin (nu het dorpje Mikoelino in de oblast Moskou), gorodok Teljatjev (later het dorpje Teljatino en later hernoemd naar Teljatjevo), Cholm, Dorogoboezj en Tsjerjatin (nu het dorpje Tsjerjatino). Van deze steden was Kasjin het machtigst en streed soms om de macht over het vorstendom met Tver. De vorsten van Cholm en Mikoelin hadden ook enige macht, maar veel minder en afgezien van Kasjin werden de overige steden dan ook meestal aangeduid als de "mindere, jongere broederschappen" («меньшая, молодшая братия»).

## Economie
Het vorstendom kende veel handel en handwerkslieden. Door haar gunstige ligging op de samenvloeiing van de Wolga en de Tvertsa bloeide Tver als handelscentrum voor goederen uit het oosten en westen die per schip de stad passeerden. Het wordt "rijk" genoemd in een lied uit de 14e eeuw. De 15e-eeuwse Tverse handelaar Afanasi Nikitin reisde zelfs af naar India. Met name de geestelijkheid was zeer invloedrijk in de Tverse economie.

## Geschiedenis

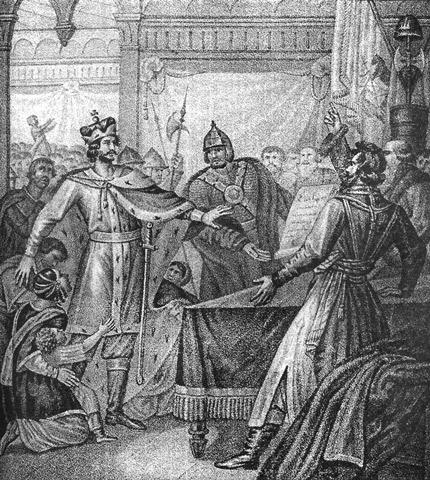
Jaroslav III in Novgorod
(Boris Tsjorikov, 19e eeuw)

### Onder Jaroslav III
Tver behoorde in de 12e en 13e eeuw tot het vorstendom rond Pereslavl en Soezdal. Er zijn geen geschreven bronnen over het moment dat het zich hiervan afscheidde, maar aangenomen wordt dat dit tussen 1241 en 1245 gebeurde. De eerste leider was Jaroslav III, de zoon van grootvorst Jaroslav II van het vorstendom Perejaslavl-Zalesski (niet te verwarren met het vorstendom Perejaslavl in het huidige Oekraïne - waar het wel naar genoemd is).
Al in de begindagen bleek het vorstendom een duchtige strijdmacht; in 1245 en 1248 wist Jaroslav III aanvallen van het Grootvorstendom Litouwen af te slaan. Waarschijnlijk in 1247 werd de hoofdstad in Tver geplaatst en verscheen er ook een episcopale Cathedra. In 1265 werd Tver het centrum van het episcopaat (diocees).
Jaroslav koos echter de zijde van Andrej van Soezdal in diens conflict met Alexander Nevski. Soezdalski verloor en Nevski's bondgenoten de Mongolen vielen daarop Perejaslavl aan en veroverden het, waarbij ze Jaroslav's vrouw vermoordden en zijn kinderen gevangennamen. Jaroslav heerste daarop een tijdlang in Veliki Novgorod, maar na de dood van Nevski trok Jaroslav in 1263 naar de kan van de Gouden Horde om de titel van grootvorst van Vladimir te verkrijgen, daar de Mongolen in die tijd heersten over de Slavische rijken ten zuiden van de Republiek Novgorod. Aleksandr Nevski's broer Andrej was zijn rivaal en om onbekende redenen droeg hij de titel van grootvorst pas een jaar later na de dood van Andrej. Hij bleef echter gewoon in Tver wonen. Met de Novgoroders voerde hij een strijd om de macht, die in 1270 uitliep op een verdrag waarbij de Novgoroders hem als hun leider erkenden, maar dan wel op hun eigen voorwaarden. Twee jaar later overleed Jaroslav.

### De zonen van Jaroslav

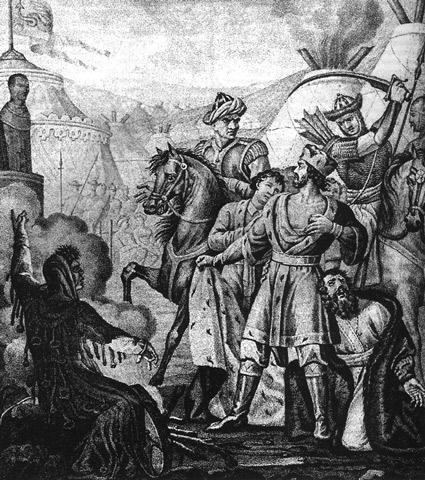
Grootvorst Michaël wordt gedood in Sarai
(Boris Tsjorikov, 19e eeuw)

Jarovslav's tweede zoon Svjatoslav volgde hem op in 1271. Onder zijn leiding hield het vorstendom zich grotendeels buiten de onderlinge oorlogen tussen de Slavische vorstendommen. Na zijn dood in 1282 of 1286 volgde zijn broer Michaël hem op. Zijn regering wordt ook wel de "gouden eeuw" van het vorstendom genoemd. Als eerste wist hij de aanvallen van de Litouwers af te slaan. Vervolgens weigerde hij een ondergeschikte rol te vervullen voor vorst Dmitri van Perejaslavl, hetgeen uitliep op een verwoestende aanval op het Vorstendom Tver door de laatste, die hierin werd gesteund door de Tataren. Michaël wist ook deze aanval af te slaan. In 1293 kwam de Tataarse prins Tachtamer naar Tver, maar viel de stad niet aan. Onder Michaël werden meerdere stenen kloosters en kathedralen gebouwd in de stad. In 1294 trouwde Michaël met de dochter van de Rostovse vorst Dmitri, waarmee ook Kasjin onder het vorstendom kwam te vallen.
In 1295 sloot het vorstendom een verbond met Novgorod tegen de Tataren. Dit weerhield hem er echter niet van om na de dood van Andrej van Gorodets in 1304 naar de kan te reizen en de titel van grootvorst te verkrijgen door deze om te kopen. Hierdoor kwam hij in conflict met de Novgoroders, alsook vorst Joeri van Moskou die de titel opeiste. Deze ging hiervoor naar de kan en wist ervoor te zorgen dat Michaël zijn grootvorsttitel aan hem moest overdragen. De overdracht van de titel weerhield Joeri er niet van om samen met een aantal andere vorsten en de Tataren een aanval te doen op het vorstendom Tver, die echter weer werd afgeslagen. Hierbij werden door de Tverse soldaten echter de vrouw van Joeri gevangengenomen alsook een belangrijke Tataar. Deze laatste werd ziek tijdens zijn gevangenschap en overleed tijdens de vreedzame onderhandelingen over de overdracht van de gevangenen. Dit vormde een kans voor Joeri om Michaël zwart te maken bij de kan, waarop de kan Michaël liet roepen en hem in 1318 ter dood liet brengen.

### De zonen van Michaël en hun nageslacht

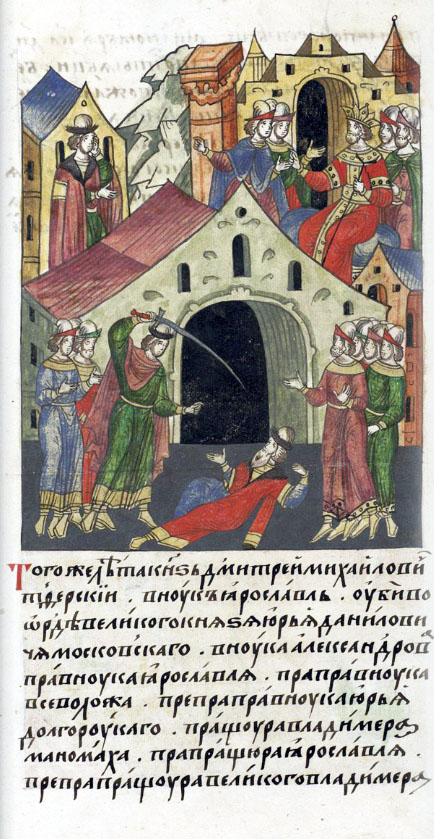
Dimitri doodt Joeri in Sarai (Kroniek van de tsaren, ± 16e eeuw)

Michaëls zoon Dimitri ("met de verschrikkelijke ogen") volgde hem op en zette de machtsstrijd met Joeri voort. Hij vocht een aantal veldslagen met hem uit en nam wraak door de kan te vertellen dat Joeri geld achterhield van de schatting die hij inde bij de Tverrenaren en die voor de kan was bestemd. Hierdoor werd Joeri in 1322 de titel van grootvorst ontnomen en kreeg Dimitri de jarlik; het certificaat voor het verkrijgen van de titel van grootvorst van Vladimir die door de kans werden uitgereikt en het daarmee gepaard gaande recht om de schatting te innen voor de kan. De strijd kostte hem echter uiteindelijk het leven: in 1324 waren beide vorsten bij kan Uzbeg en kregen ruzie, waarbij Dimitri Joeri doodde. De kan liet hem echter hiervoor executeren. De titel van grootvorst bleef echter in Tver; de broer van Dimitri, Alexander volgde hem op en kreeg de titel. Drie jaar later, in 1327, was een groep Tataren onder leiding van Sjevkal, de oom van kan Uzbeg, in Tver. Daarop verspreidde zich een gerucht door de stad dat Sjevkal de macht wilde overnemen en hen de islam wilde opleggen. Toen op 15 augustus 1327 een groep Tataren een paard van een diaken in de stad wilde vorderen en deze de bevolking om hulp riep, barstte de bom: een woeste menigte stormde op de Tataren af en vermoordde hen allemaal. Sjevkal vluchtte met enkele van zijn wachten naar een huis om zich er te verschuilen, maar de bevolking vond hem en stak het huis in brand, zodat hij in de vlammen omkwam. Dit was koren op de molen van de broer van de door Dimitri vermoorde vorst van Moskou Ivan I, die op de jarlik aasde. Voordat Alexander zich voor de slachting kon verontschuldigen, trok hij snel naar de kan en vertelde hem over het gebeurde en wist de jarlik te herkrijgen. Daarnaast kreeg hij een leger van 50.000 Tataren mee om Tver te straffen. Alexander wachtte de troepen niet af, maar vluchtte met zijn gezin naar Novgorod. Daar werd hij echter geweigerd uit angst voor de Tataren en hij trok daarom naar Pskov. Daar werd hij zelfs tot vorst aangesteld, maar uiteindelijk viel Joeri in 1329 ook Pskov aan en vluchtte Alexander naar het Grootvorstendom Litouwen. Uiteindelijk wist Alexander in 1337 vergiffenis te ontvangen van de kan en kon hij weer terugkeren naar Tver. Hierop ontstonden echter nieuwe vijandigheden tussen Tver en Moskou, die in het voordeel van de laatste werden beslist: Ivan I maakte Alexander opnieuw met succes zwart bij de kan, waarop de ze Alexander en zijn zoon Fjodor naar Sarai riepen hen beiden liet vierendelen. De troepen van Ivan I hadden Tver (en Kasjin) verwoest, waardoor de stad sterk aan belang had ingeboet.
Tijdens Alexanders afwezigheid was het vorstendom geregeerd van 1328 tot 1338 door zijn broer Konstantin, die de titel van grootvorst van Tver mocht houden van de kan. Na de executie van de beide vorsten werd hij in 1339 opnieuw vorst en regeerde vervolgens in vrede tot 1345. In zijn laatste regeringsjaar kreeg hij echter ruzie met zijn neef Vsevolod, wat het vorstendom verzwakte en Moskou een kans gaf om zich met de binnenlandse politiek van Tver te bemoeien. Vsevolod nam de macht over na de dood van Konstantin in 1346, maar de geestelijkheid besloot na drie jaar in 1349 dat het beter was als zijn oom Vasili I van Kasjin vorst werd. Deze regeerde het vorstendom vervolgens tot 1368, waarbij in Tver vele interne conflicten speelden rond de stad Dorogoboezj, die Kasjin betwiste met Tver. De Tverse vorsten riepen vaak de Litouwers en de Moskovieten in om als bemiddelaar te spelen in deze conflicten. Moskou gebruikte de conflicten als excuus voor verschillende verwoestende tochten door het vorstendom. Of dit nog niet erg genoeg was, brak in 1364 ook nog de pest uit, die voor nog meer slachtoffers zorgde.

### De zonen van Michaël II en hun nageslacht
Michaël II, de zoon van Alexander I, die was opgegroeid in Pskov, trad aan in 1368 en wist de burgeroorlogen te beëindigen. Hij voerde een nieuwe strijd met de Moskovieten over het grootvorstschap over Vladimir. De vorstendommen gingen bondgenootschappen aan met de Russen, Novgoroders, Litouwers en Tataren om hierin sterker te staan. De onderlinge gevechten die uitbraken in de jaren daarop, zorgden met name voor grote verwoestingen op het platteland en in de grenssteden van beide vorstendommen. Ook werd Moskou in 1369 belegerd en Tver in 1372. In 1370, 1371 en 1375 wist Michaël II met hulp van de Litouwers de felbegeerde status van grootvorst te verkrijgen, maar in dat laatste jaar werd hij uiteindelijk na een nederlaag tegen Dimitri Donskoi, gedwongen om een bondgenootschap aan te gaan met hem, tegen de Tataren. In 1380 streden de legers van Tver, Kasjin en Moskou zij aan zij in de Slag op het Koelikovo-veld, die uitliep op een overwinning op de Mongolen.
In 1382 stierf Vasili III van Kasjin en werd dit vorstendom, dat sinds 1319 onafhankelijk was van Tver, weer onderdeel van het vorstendom Tver en kreeg Michaël van kan Tochtamysj de titel van grootvorst van Tver. Zijn laatste jaren als vorst tot 1399 verliepen vredig en de economie van het vorstendom groeide sterk. Tussen 1399 en 1425 werd het vorstendom vervolgens geregeerd door zijn zoon Ivan, die erom bekendstond dat hij altijd bezig was zijn verwanten te verdringen van hun landerijen; met name vorsten en hun viziers kregen hiermee te maken. Tijdens zijn leiderschap werd het vorstendom verschillende malen door calamiteiten getroffen. Zo brandde in 1413 de stad Tver uit en braken hongerstakingen uit in 1417, 1422 en 1423. Van Moskou had het vorstendom echter even geen last, daar de Moskouse vorsten te druk verwikkeld waren in de strijd met de Litouwers en de Tataren om zich met de binnenlandse aangelegenheden in Tver te bemoeien.
Na de dood van Ivan in 1425 volgden in een jaar tijd drie vorsten elkaar op. Eerst kwam Ivan's zoon Alexander op de troon, maar deze stierf vrij snel daarop aan de pest. Kort daarna volgde diens oudste zoon Joeri, die hetzelfde lot trof. Zijn broer Boris sloot een verbond met de machtige Litouwse vorst Vytautas de Grote en wist zo gedurende zijn 36-jaar durende heerschappij het land buiten oorlogen te houden. Het land werd zo weer in zijn oude status hersteld en bij zijn dood in 1461 was er niemand die durfde te betwisten dat zijn 8-jaar oude zoon Michaël hem op zou volgen. Deze Michaël III, die tot 1485 zou regeren, was echter wel de laatste vorst van Tver.

### Inlijving bij Moskou
Vorst Michaël III hielp Ivan III van Moskou verschillende malen in zijn strijd met Novgorod (1471 en 1477) en tegen de Tataren (1480). Dit weerhield Ivan III er echter niet van om, nadat hij Jaroslavl (1463), Novgorod (1471) en Rostov (1474) had onderworpen, ook Tver een klap toe te dienen en te beroven van zijn zelfstandigheid. Hierbij gebruikte Ivan III de ontevredenheid onder sommige Tverse prinsen en bojaren door hun vertrouwen te winnen. Michaël III sloot een vredesverdrag met Casimir IV van Polen, hetgeen Tver de band met Moskou deed verbreken. Ivan III stuurde hierop een leger naar Tver en op 12 september 1485 werd de stad Tver ingenomen door zijn troepen. Michaël vluchtte naar Litouwen en Tver verloor voor eeuwig zijn onafhankelijkheid. Ivan III wees het vorstendom toe als apanage aan zijn zoon Ivan (die het claimde daar zijn moeder Maria uit Tver kwam). Na vijf jaar stierf deze in 1490 en werden afgevaardigden van Ivan III aangesteld over het voormalige vorstendom. Van 1491 tot 1492 werden de landen van Tver door Moskou als vottsjina bestuurd en in 1497 werd het uiteindelijk ingelijfd bij de Moskovische staat en hield het vorstendom op te bestaan.

### Onder heerschappij van Moskovië
Tijdens de regering van Ivan IV ("de Verschrikkelijke") woonde een gedoopte voormalige khan van het Qasimkanaat genaamd Simeon Bekboelatovitsj (geboren als Saim-Bulat) in Tver, die ook de titel van vorst van Tver droeg, hoewel het hem geen enkele macht verschafte.